# Реформатська церква
Реформа́тство, Реформа́тська церква (англ. reformed church, continental reformed church) — протестантські спільноти континентально-європейського походження, ґрунтовані на доктринальних засадах, що їх заклали Ульріх Цвінглі, Жан Кальвін, Т. Беза, М. Буцер та інші.

## Поширення реформатської церкви
Виникли у Швейцарії періоду Реформації, вплинувши на становлення кальвіністської традиції в інших країнах Європи:
- Німеччині, де в XVI столітті реформати зазнали переслідувань з боку католицької й лютеранської церков;
- Франції, — у ранній період відомі як гугеноти, котрі пережили жахи Варфоломіївської ночі 1572;
- Шотландії, де всупереч єпископальним принципам англіканства відстоювали демократичну будову Церкви, отримавши назву «пресвітеріани»;
- Англії, де реформатська церква привела до виникнення пуританства й конгрегаціоналізму;
- Польщі, де наприкінці XVI сторіччя 45 % членів вального сейму й 66 % малопольських послів були кальвіністами;
- Угорщині, де реформати набули 1564 року статус 3-ї державної Церкви.

Традиції Реформатської церкви успадкували кальвіністські церкви США й Канади, що утворилися у XVII—XVIII сторіччях внаслідок еміграції європейських реформатів.

### Поширення в Україні
Поширеність кальвінізму у Великому князівстві Литовському, Речі Посполитій й Трансильванському князівстві зумовила появу реформатських церков на теренах України. У Галицько-Волинському краї, на Поділлі, у Карпатах наприкінці XVI — у 1-й половині XVII сторіччя реформатська церква становила найчисельнішу протестантську спільноту.

## Вплив на політичне життя
Ідейні погляди Реформатської церкви, як республіканізм, свобода совісті, незалежність Церкви від держави, активізували соціальні революції в Англії, Нідерландах, та національно-визвольні процеси в деяких країнах Європи.

## Символи віри
Перший символ віри Реформатської церкви викладено в «Міркуваннях про істинну й неістинну віру» Ульріха Цвінглі (1525), теологія і принципи церковного устрою розроблені Жаном Кальвіном у працях «Настанова в християнській вірі» (1536) й «Церковні постанови» (1541). Їхні принципи відображено в низці національних документів — Канонах Дортського синоду, Галліканському, Вестмінстерському та Бельгійському сповіданнях віри, Гейдельберзькому та Берестейському катехізисах.

## Віровчення
Реформатська церква дотримуються визначальних принципів класичного протестантизму, наголошуючи на вченні про абсолютну суверенність Бога, Який не лише створив увесь світ і людину, а й наперед визначив їхню долю. Звідси — актуалізація доктрини святого Августина про подвійне передвизначення (ще до створення світу Бог одним людям дарував спасіння, другим — загибель), котру, однак, переглянули армініани та радикальні відгалуження кальвінізму, наголосивши на доктрині Господнього передбачення.

## Таїнства
Реформатські церкви дотримуються двох християнських таїнств: водного хрещення та Євхаристії; й надають їм символічного значення.

## Урядування
Будова Реформатської церкви пресвітеріальна, ґрунтована на принципах виборності та помісності (незалежності) громад; приходи району становлять пресвітерії (утворені з церковнослужителів й мирян), які формують регіональні (провінційні) й національні синоди, очолювані суперінтендантами (єпископами).

## Міжнародні об'єднання

### Всесвітній альянс реформатських церков(ВАРЦ)
Міжнародне об'єднання Реформатської церкви — Всесвітній альянс реформатських церков (ВАРЦ) існує з 1875 року, що веде активний богословський діалог з римо-католицьким Апостольським престолом й деякими православними (зокрема з Московським патріархатом) церквами.
З 2004 альянс зі штаб-квартирою й виконкомом у Женеві (Швейцарія), очолює пастор Пресвітеріанської церкви США доктор К. Кіркпатрік.
На початку 2007 ВАРЦ об'єднував з 107 країн світу 218 реформатських, пресвітеріанських й конгрегаціональних церков, що діють у рамках екуменічного реформатського конфесіоналізму. У них налічувалося понад 75 мільйонів віруючих.

### Всесвітній пресвітеріанський союз
Менш помітним є Всесвітній пресвітеріанський союз. Його утворено 1877 року. 1963 року він об'єднався з Міжнародною конгрегаціональною радою.

## Реформатські церкви у світі
Реформатські церкви мають численні парафії у Швейцарії, Нідерландах, Німеччині, Франції, Угорщині, Словаччині, Румунії, Індонезії, Північній Кореї, Нігерії, Камеруні, Південній Африці, США.
З кінця XX сторіччя відновлюють діяльність на пострадянському просторі. У Росії активно діє Союз євангелічно-реформатських церков, який опікується Центром дослідження кальвінізму.

## Реформатська церква в Україні

### 2-га половина XVI— 1-ша половина XVII сторіччя
В Україні поява Реформатської церкви датована серединою XVI сторіччя. У 1-й половині XVII сторіччя на її землях існувало до 150—200 реформатських громад, переважно в Галичині, на Холмщині, Побужжі, Волині; менше — на Поділлі, Брацлавщині та Київщині; стільки ж — у Карпатській Русі.
Реформати були помітні в культурно-освітньому житті, завдяки заснуванню:
- навчальних закладів: вищі школи в галицьких Дубецьку, Ланцуті, Панівцях, академія в закарпатському Шарошпатаці, очолювана чеським гуманістом Я. Коменським);
- культурні осередки: у Панівцях, Глинянах, Острозі, Бересті;
- друкарні: у Панівцях й Шарошпатаці.

З Реформатської церкви постали суспільні діячі, педагоги, богослови-полемісти Мартин Броневський, Ян Зігровський, Андрій Добрянський, Григорій Оршак, Микола Пац та інші.

### 2-га половина XVII—XVIII сторіччя
У 2-й половині XVII—XVIII сторіччі існували, переважно, у Закарпатті (до початку XX сторіччя — у складі Австрії; із 1867 — Австро-Угорщина). Після визнання в Австрії 1781 юридичних прав протестантів реформати відновили присутність у Галичині (1772—1918 — провінція Австрії).

### XIX сторіччя— 1939 рік
Найбільш відомі діячі цього часу: єпископ Василь Кузів, П. Крат, З. Бичинський, Ол. Нижанківський та інші.
Наприкінці XIX сторіччя — у 1939 роках діяли в Західній Україні реформатські церкви:
- Євангельсько-реформатське об'єднання (осідок у Вільні; тепер місто Вільнюс),
- Євангельсько-реформована церква у Республіці Польській (консисторія у Варшаві),
- Союз церков євангельсько-аугсбурзького й гельвецького визнання (центр у Станиславові; тепер місто Івано-Франківськ),
- Союз українських євангельсько-реформованих громад (суперінтендатура в Коломиї).

#### Союз українських євангельсько-реформованих громад
Союз українських євангельсько-реформованих громад був підтримуваний Українським євангельським об'єднанням у Північній Америці. Складався, переважно, з українців. До 1939 року союз налічував більше 80-ти громад у Галичині й на Волині. Церковні громади союзу брали активну участь у національно-культурних процесах:
- співпраця з товариствами «Просвіта», «Рідна школа», «Відродження»,
- участь у кооперативному й пластунському рухах,
- друк часописів «Українська реформація», «Віра і наука»,
- заснування Освітнього фонду для бідних учителів, Української євангельської школи імені Михайла Грушевського в Коломиї, Євангельської гімназії у Львові.

### Радянська доба (1939—1991)
У 1939—1944 Реформатські церкви у Західній Україні зазнали переслідувань, більшість лідерів і віруючих емігрували. За СРСР існували переважно в Закарпатті (громади угорських реформатів).

### Самостійна Україна (з 1991)
У незалежній Україні діють кілька об'єднань реформатських церков:
- Закарпатська реформатська церква: 118 громад у 2010 році (входять в Ужгородський, Берегівський, Виноградівський церковні округи; богослужіння переважно угорською мовою), 3 гімназії, інтернат для дітей-інвалідів (Велика Добронь Ужгородського району), дитячий будинок (Мукачеве), оздоровчий заклад для літніх людей (Рахів), кілька біблійних шкіл, коледж у Шарошпатаці, Дияконський центр у Береговому; часопис «Küldetés» («Місія»);
- Українська євангельсько-реформатська церква (2 громади в Рівному й Степані).

#### Пресвітеріанська церква в Україні
Реформаторські церкви своїми доктринально-культурними традиціями споріднені з пресвітеріанами. В Україні існує 75 пресвітеріанських громад. Найбільша пресвітеріанська спільнота — Євангельська пресвітеріанська церква України.
Частина реформатів й пресвітеріан в Україні об'єднані в Союз євангельських реформатських церков України. Спільний навчальний заклад — Євангельська реформатська семінарія України в Києві.